# Список памятников Великого Новгорода

Памятники Великого Новгорода
| Название                                                                                       | Дата открытия         | Автор                                                            | Местонахождение                                                                  | Фотография |
| ---------------------------------------------------------------------------------------------- | --------------------- | ---------------------------------------------------------------- | -------------------------------------------------------------------------------- | ---------- |
| «Тысячелетие России»                                                                           | 8 сентября 1862 года  | Михаил Микешин, Иван Шредер                                      | Новгородский детинец                                                             |            |
| В. И. Ленину                                                                                   | 7 ноября 1926 года    | Д. П. Осипов Н. Шильников                                        | Софийская площадь                                                                |            |
| В. И. Ленину                                                                                   |                       |                                                                  | Иваньская улица                                                                  |            |
| Бюст С. М. Кирова                                                                              |                       |                                                                  | Михайлова улица                                                                  |            |
| Обелиск в честь подвига И. С. Герасименко, А. С. Красилова и Л. А. Черемнова                   | ноябрь 1957 года      | Л.А. Ашихмина                                                    | Ярославово Дворище                                                               |            |
| Лёне Голикову                                                                                  | 19 января 1964 года   | Николай Томский                                                  | сквер у гостиницы «Волхов»                                                       |            |
| Мемориал «Огонь Вечной славы»                                                                  | 8 мая 1965 года       | Я. А. Свирский, В. М. Скороходов, Е. М. Рапопорт, П. Ю. Юшканцев | Детинец                                                                          |            |
| Обелиск в честь подвига Александра Панкратова                                                  | 19 ноября 1965 года   |                                                                  | Левый берег Малого Волховца                                                      |            |
| Комплекс Монумент Победы                                                                       | 20 января 1974 года   | Георгий Нерода, А. Филиппова                                     |                                                                                  |            |
| Мемориал на месте гибели И. С. Герасименко, А. С. Красилова и Л. А. Черемнова                  | 8 мая 1975 года       | В.Н. Борисов                                                     | В районе озера Мячино                                                            |            |
| Бюст В.А. Кочетова                                                                             | 1984 год              | Борис Едунов                                                     | Улица Кочетова (до 2012 года - на бульваре Юности, в народе - Кочетовская аллея) |            |
| Александру Невскому                                                                            | 20 января 1985 года   | Юрий Чернов                                                      | Набережная Александара Невского                                                  |            |
| Памятник авиаторам Волховского фронта                                                          | 29 октября 1985 года  |                                                                  | Колмово                                                                          |            |
| Памятный камень, установленный на месте гибели бойцов 3-й танковой дивизии в августе 1941 года | 1990 год              |                                                                  | Угол улиц Троицкой и Литвинова—Лукина                                            |            |
| Бюст Александра Невского                                                                       | 1995 год              | Заир Азгур                                                       | Привокзальная площадь                                                            |            |
| Воинам-афганцам                                                                                | февраль 1996 года     | М.Ф. Павлов                                                      | Парк 30-летия Октября                                                            |            |
| Петру Первому                                                                                  | 9 июня 2009 года      | А. Пшерацкий                                                     | Набережная реки Гзень                                                            |            |
| Сергею Рахманинову                                                                             | 14 июня 2009 года     | Александр Рукавишников                                           | Кремлёвский парк                                                                 |            |
| Ганзейский знак                                                                                | 21 июня 2009 года     |                                                                  | Ярославово Дворище                                                               |            |
| Памятный знак «Жертвам политических репрессий»                                                 | 22 июня 2009 года     |                                                                  | улица Духовская-Мусы Джалиля                                                     |            |
| Стела «Город воинской славы»                                                                   | 8 мая 2010 года       | С.А.Щербаков                                                     | Воскресенский бульвар (возле «Киноцентра»)                                       |            |
| Ивану Ползунову                                                                                | 3 июня 2011 года      | Рим Акчурин                                                      | Нехинская улица                                                                  |            |
| Памятник Петру и Февронии                                                                      | 10 сентября 2012 года | Пётр Панченко                                                    | ул. Бредова-Звериная (сквер напротив Покровского собора)                         |            |
| Памятник Новгородскому ополчению 1812 года                                                     | 21 сентября 2012 года | А.И. Рукавишников                                                | улица Великая (возле спорткомплекса «Манеж»)                                     |            |
| Бюст И.Т. Коровникова                                                                          | 8 мая 2015 года       | Вадим Боровых                                                    | на пересечении улицы Коровникова и проспекта Александра Корсунова                |            |
| Бюст Александра Панкратова                                                                     | 28 октября 2015 года  | Сергей Гаев                                                      | в сквере на пересечении улиц Панкратова и Рогатица                               |            |
| Бюст Гавриила Державина.                                                                       | 26 августа 2020 года  | Вадим Боровых                                                    | территория школы № 36                                                            |            |